# 阮振铎

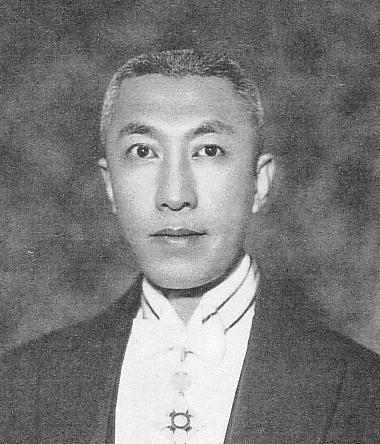

阮振鐸（1892年5月12日—1973年），字叔周，盛京将軍管轄区奉天府铁岭县西关人，中華民国、满洲国的医生、政治家、外交官。

## 生平
1899年入私塾。1907年铁岭银冈书院毕业(四年)。1911年奉天省立实业学堂毕业(四年)。1912年奉天省立高等工业专门学校肄业(一年半)。1918年奉天日本南满医学堂毕业(六年)。任奉天满铁医院内科医员，临时兼奉天省城预防鼠疫医。1919年至1920年日本京都帝国大学医学部研究医化学(一年半)。1922年临时兼奉天省高等文官考试襄校官。1923年任奉天公立医院兼東北大学校医。1924年兼奉天省立第一师范学校校医。1925兼中华全国医药学会奉天分会长、兼奉天高等检察厅检验吏讲习所主任教员。1928年临时兼洮辽一带预防鼠疫帮办。1930年任长春吉长吉敦铁路医院长。
1931年11月7日任奉天地方维持会顾问，1931年12月14日任奉天省伪政府秘书长。满洲国成立後的1932年（大同元年）4月，和于静遠以及满洲青年联盟的山口重次、小澤開作等人成立满洲协和党。1932年11月，他任国務院国都建設局局長。1933年临时兼国道局国道会议委员，1933年临时兼国务院官衙建筑委员会委员，1933年临时兼满洲电信电话会社设立委员会委员。1935年（康德2年）5月21日任文教部大臣。1936年临时兼满洲图书会社设立委员长。1937年（康德4年）5月20日，任满洲国駐日本特命全权大使。1938年兼满洲国留日学生会长，1938年兼协和会东京事务所长。1939年临时兼签订满波互设领事馆协定全权委员，1939年临时兼签订日满意贸易协定全权委员，1940年12月临时兼特派参加西园寺国葬仪式大使。1940年（康德7年）12月27日任交通部大臣。1941年临时兼特派赴日谢恩大使随员，1940年9月兼协和会中央本部副本部长。1942年（康德9年）10月任经济部大臣。1942年兼日满经济委员会委员。1944年（康德11年）11月任外交部大臣。
1945年（民国34年）8月满洲国灭亡，阮振鐸被苏联逮捕，押解到苏联。1950年7月31日，他被中華人民共和国引渡回国，关押在撫順战犯管理所。在战犯管理所，他为溥儀创作《我的前半生》執筆。1962年，他获得特赦释放。以後，他曾在吉林衛生学校、長春市立医院图書館工作。
1973年逝世。享年81岁。